# Samson Kisekka
Samson Babi Mululu Kisekka (* 23. Juni 1912 in Mengo; † 25. Oktober 1999 in London) war ein ugandischer Politiker und Premierminister sowie Vizepräsident seines Landes.
Nach dem Studium an der Makerere Medical School arbeitete der promovierte Mediziner als Arzt. Später wurde er außenpolitischer Sprecher der Rebellengruppe von Yoweri Museveni. Als Museveni am 26. Januar 1986 Präsident wurde, berief er Kisekka am 30. Januar 1986 als Nachfolger von Abraham Waligo zum Premierminister. Dieses Amt übte er bis zum 22. Januar 1991 aus. Nachfolger in diesem Amt wurde George Cosmas Adyebo.
Zugleich war er seit 1989 Vizepräsident von Uganda. Während dieser Zeit war er zugleich Innenminister. 1994 trat er von diesem Amt zurück und wurde von Specioza Kazibwe in diesem Amt abgelöst. Kisseka blieb jedoch bis zu seinem Tode Berater seines politischen Weggefährten Yoweri Museveni. Einige Zeit war Kisekka auch Vorsitzender des „National Resistance Movement“ (NRM), der Partei Musevenis.